# Joaquín Rodríguez Rodríguez
Joaquín Rodríguez Rodríguez (Alhama de Almería, 1910-México D. F., 1949) fue un jurista, catedrático de Derecho Mercantil, renovador de esta rama del Derecho en México a donde tuvo que exiliarse por los avatares de la Guerra Civil, siendo a pesar de su juventud y del poco tiempo que vivió allí, autor de importantes leyes y estudios doctrinales, algunos de los cuales son utilizados aún hoy como libros de textos en muchas facultades de Derecho mexicanas. 
Nace el 3 de diciembre de 1910 en el seno de una de las familias influyentes de Alhama, localidad almeriense en la que su abuelo paterno fue durante muchos años notario. La mayor parte de su infancia y juventud trascurrió en la ciudad de Almería, donde cursó los estudios de Bachillerato en los que obtuvo la máxima calificación en todas las asignaturas, al igual que en la revalida de letras calificada con sobresaliente y Premio Extraordinario del Grado de Bachiller. En 1926 se traslada a Madrid para estudiar Derecho en la Universidad Central. En el curso 1929-1930 termina la licenciatura con matrícula de honor en casi todas las asignaturas, en sólo tres años y sin haber cumplido 20 años. En esa época empieza a desempeñar las funciones de ayudante de clases prácticas en la cátedra de Derecho Mercantil que dirigía el profesor Joaquín Garrigues, su primer maestro, y a colaborar con él en su despacho como pasante. En 1930 obtiene una beca de la Fundación Alexander Von Humbol para realizar una estancia investigadora de siete meses en la Universidad alemana de Gotinga, y a su vuelta a España consigue el Premio Extraordinario del Grado de Licenciado en Derecho (1931) y es nombrado Profesor Ayudante de Derecho Mercantil. Con tan sólo 22 años se presenta a las prestigiosas oposiciones a Oficiales Letrados de las Cortes que gana con el número uno de su promoción (1932). Este nuevo puesto no le impide seguir desarrollando su labor investigadora y en 1933 es becado para realizar una estancia investigadora de nuevo en la Universidad de Gotinga y en la de Berlín. En 1935 realiza la defensa de sus tesis doctoral en Derecho titulada El regreso por no aceptación (aportación para el comentario del art. 481 del Código de comercio español), obteniendo, una vez más, la más alta calificación y Premio Extraordinario de Doctorado. A continuación es nombrado Profesor Auxiliar y encargado del Seminario de Derecho Mercantil de la Universidad Central de Madrid. De esta época son sus primeros trabajos doctrinales, entre los que hay que mencionar la traducción y notas de la obra de Koch titulada El crédito en el Derecho, que años después publicaría como suya un tal José María Navas aprovechando las pruebas que ya estaban en imprenta al comenzar la Guerra Civil. 
En abril de 1936, con menos de 26 años, consigue de forma brillante por oposición la Cátedra de Derecho Mercantil de la Universidad de La Laguna. La decisión se tomó por unanimidad del tribunal, siendo uno de los otros tres aspirantes el profesor Rodrigo Uría, lo que otorga más mérito a la plaza obtenida. El inminente estallido de la Guerra Civil le impide tomar posesión de la Cátedra en la Universidad de la Laguna. Su ideología política, de la que nunca renegó, le hace tomar parte de forma activa en la contienda por el bando republicano. Primero en puestos políticos y diplomáticos (en septiembre de 1936 es nombrado Secretario Político del Ministro de Estado Álvarez Vayo; y desde febrero a mayo de 1937 Jefe del Gabinete Político y Diplomático del Ministerio de Estado en Valencia, ciudad a la que se había trasladado el Gobierno de la República); y después, tras solicitar la excedencia voluntaria de sus cargos políticos, participó de manera más activa en el conflicto (fue movilizado en julio de 1937 como soldado de un batallón de ametralladoras en el frente de Almería, posteriormente por concurso fue nombrado Teniente del Cuerpo Jurídico Militar y agregado de la Asesoría Jurídica del Ministerio de Defensa Nacional en Barcelona, ascendió a capitán en 1938 y fue voluntario en calidad de Asesor Jurídico e Inspector de los Tribunales Militares al Ejército del Ebro, y al final de la guerra actuó como oficial del Estado Mayor en la retirada de los ejércitos republicanos). En el transcurso de la guerra se había casado con doña Laura del Castillo Sáenz de Tejada, hermana del Teniente José del Castillo, cuyo asesinato fue uno de los detonantes de la Guerra Civil por la represalia de sus compañeros al día siguiente de su muerte asesinando a Calvo Sotelo. En febrero de 1939 actúa como letrado asesor en la última reunión de las Cortes de la II República que se celebraron el Castillo de Figueras (Gerona). Unos días antes habían salido hacia Francia su madre, hermano menor y su mujer, ésta embarazada de dos meses de su primer hijo Joaquín, teniendo que cruzar a pie los Pirineos tras tener que abandonar el autobús que los llevaba, cargada con la máquina de escribir de su marido y con los apuntes de sus ejercicios de cátedra y de varias monografías que tenía en preparación. 
Joaquín Rodríguez cruzó la frontera francesa con el Estado Mayor del Ejército del Ebro, ingresando en un campo de prisioneros del que logró fugarse al hacerse pasar por miembro de una comitiva de jefe militares españoles que salían del mismo. En París recibe la ayuda de algunos diplomáticos mexicanos que había conocido en la época que trabajó en el Gabinete Político y Diplomático. Tras varios intentos de sacar por la vía diplomática a sus familiares del campo de refugiados donde estaban retenidos, se presentó junto al segundo secretario de la embajada de México ante el subprefecto del campo, haciéndose pasar por un soldado mexicano, exigiendo la salida de su mujer con el argumento de que ésta había adquirido por matrimonio la nacionalidad de aquel país. A finales de abril de 1939 le comunicaron que había sido incluido en la lista de los cuarenta intelectuales que el Presidente de la República Mexicana, General Lázaro Cárdenas, había autorizado a entrar en México. La estancia en París la aprovecha para asistir al Seminario de Derecho Mercantil de la Universidad de dicha ciudad. A principios de mayo se embarca con toda la familia y tras una larga travesía sin permitirles desembarcar ni en Inglaterra ni en Canadá, llegan al puerto de Nueva York, en el que le esperaba el gran escritor mexicano y antiguo alumno en la Facultad de Derecho de Madrid, Andrés Idearte. A los pocos días fueron enviados en autobús a México D.F, a donde llegan el 29 de mayo de 1939. 
Recién llegado a México entra en contacto con el prestigioso jurista Alberto Vásquez del Mercado, al que consideró su maestro y amigo, y con el que funda el Seminario de Derecho Privado de la Universidad Nacional Autónoma de México, que dirige hasta su marcha a Monterrey en 1944, para después, a su vuelta a México D.F. en 1947, crear y dirigir el Seminario de Derecho Mercantil y Bancario. En México la labor docente de Rodríguez se desarrolla en la Escuela Nacional de Economía en la que desempeña la Cátedra de Organización de Empresas (1939-1940), en la Escuela Libre de Derecho donde imparte la Cátedra de Quiebras (1943), en la Escuela Jurisprudencia de la Universidad Nacional de México donde explicó las Cátedras de Derecho Mercantil y Derecho Bancario (1940-1944; 1947-1949) y en el Instituto Tecnológico y Estudios Superiores de Monterrey en el que desempeñó la Cátedra de Derecho Mercantil (1944-1947), aparte de las numerosas conferencias y cursos monográficos que impartió en distintas instituciones mexicanas. Hasta que fue nombrado Profesor de Carrera de la Escuela Nacional de Jurisprudencia de México en 1947, puesto que exigía la dedicación exclusiva a la docencia e investigación, simultaneó estas labores con el ejercicio profesional de la abogacía, llegando a ser considerando uno de los más prestigiosos abogados mercantilistas de México. Dirigió más de veinte tesis profesionales, destacando su magisterio sobre Barrera Graf, el más importante mercantilista mexicano de los últimos tiempos. Compartió durante algún tiempo despacho de abogado con e jurista y político también exiliado español, Don Francisco López de Goicoechea, en la calle Palma, 32 de la capital mexicana. 
Como tratadista la producción científica de Rodríguez es espectacular por el número y calidad de sus obras: colaboran de manera continua con las más importantes revistas jurídicas mexicanas ocupando cargos de dirección, publicando numerosos artículos, recensiones y traducciones del alemán, inglés e italiano, siendo autor de varias monografías, algunas de las cuales aún hoy, revisadas por su hijo José Víctor que es abogado, se publican en México por su valor científico, entre las que hay que destacar las varias ediciones de su Curso de Derecho Mercantil (1947; 26.ª ed. 2003), el Tratado de Sociedades Mercantiles (1947; 7.ª ed. 2001), sus comentarios a la Ley de Quiebras y Suspensión de pagos (1943; 15.ª ed. 1999) y Derecho Bancario (1945; 10.ª ed. 2003). Estas obras son de obligada consulta para los estudiantes y para los estudiosos del Derecho mercantil de aquel país, y su cita una constante en toda la doctrina mercantilista iberoamericana. 
También hay que destacar la labor legislativa que Rodríguez llevó a cabo, tanto en España (ponente del Anteproyecto de Ley sobre Letras de Cambio y Ley de Cheques para introducir en España las Leyes Uniformes de Ginebra, elaborado por la Comisión Jurídica Asesora en 1934; y durante la Guerra Civil fue el principal autor de la Ley de Organización de los Tribunales Permanentes de Justicia Militar y el Reglamento de su aplicación) y sobre todo en México (vocal de la Comisión de Legislación y Revisión de Leyes desde 1939; redactor de la Ley de venta al público de acciones de sociedades anónimas de 1939; Ponente de la subcomisión encargada de la elaboración del Proyecto de Ley de Quiebras y Suspensión de Pagos de 1942 y redactor de su Exposición de Motivos, ley que estuvo vigente hasta 2000; Ponente del Anteproyecto del libro primero del Código de Comercio de 1943, que configuraba al Derecho mercantil como derecho de las empresas; ponente, asimismo, de gran parte de las instituciones comprendidas en los libros I, II y III del Proyecto de Código de Comercio de 1947) y en otros países hispanoamericanos (fue el principal autor del Código de Comercio de Honduras de 1950, aún vigente, y poco antes de morir había recibido la invitación de la República de El Salvador para elaborar un nuevo Código de comercio para ese país).
Joaquín Rodríguez muere el 10 de agosto de 1949 en México D.F., sin haber cumplido los 40 años de edad, culpa de la insuficiencia renal que sufría desde hacía años seguramente provocada por el frenético ritmo de trabajo al que sometió su cuerpo. La enfermedad empezó a dejarse sentir en 1948, cuando en Monterrey yendo en tranvía se partió el brazo, tardando mucho más tiempo de lo normal en recuperarse. Desde la cama, perfeccionó su mano izquierda para escribir y hasta su muerte siguió trabajando, revisando trabajos doctrinales, dirigiendo tesis, organizando congresos y cursos, y respondiendo consultas de prestigiosos abogados de todo el mundo. Numerosas fueron las muestras de condolencia ante el fallecimiento de Joaquín Rodríguez, con notas en revistas científicas y en los periódicos más importantes de México. El mismo año de su muerte, por acuerdo unánime del Seminario de Derecho Mercantil y Bancario de la Universidad Nacional Autónoma de México, éste iba a recibir su nombre, lo que nunca se produjo. Sí hay que reconocer que la Universidad mexicana sufragó los gastos médicos y su entierro, porque a pesar de su gran éxito profesional nunca le dio importancia al dinero y murió en una situación económica no demasiado desahogada, teniendo que vender su familia su biblioteca personal que fue adquirida por la Escuela Libre de Derecho en octubre de 1950. 
En la sesión ordinaria del pleno del ayuntamiento de Alhama de 21 de septiembre de 1987 se acordó por unanimidad de sus miembros dedicarle una plaza de dicha localidad con el nombre de Plaza del Catedrático Joaquín Rodríguez Rodríguez; y el 21 de febrero de 1989 se le declaró Hijo Predilecto, homenaje al que asistieron, aparte de los familiares que aún residen en Almería, su hermano José, y de México su viuda ─que murió el 26 de diciembre de 1995─ y uno de sus tres hijos. La familia donó al Ayuntamiento de Alhama algunos de los libros de Rodríguez Rodríguez.

## Obra
El regreso por no aceptación (aportación para el comentario del art. 481 del Código de comercio español), tesis (1935); Concepto de los agentes de comercio con especial consideración del Derecho Mercantil (1935); ‹‹Datos para un estudio de la adquisiciones de un no titular, según el Derecho mercantil español››, Anales de Jurisprudencia (1939); ‹‹Notas para un estudio de los bonos, cédulas y obligaciones en la Ley General de las Instituciones de Crédito››, La Justicia (1940); El contrato de compraventa C.I.F. (1940); Notas de Derecho mexicano al Derecho Mercantil de Ascarelli (1940); ‹‹Notas sobre la acumulación en la quiebra››, Revista de la Escuela Nacional de Jurisprudencia (1940); ‹‹Notas sobre la situación de los socios ilimitadamente responsables en el caso de la quiebra de la sociedad››, RENJ (1940); ‹‹Efectos de la rescisión unilateral del contrato de fletamento en caso de una compraventa CIF››, Jus (1940); ‹‹El fideicomiso y la separación en la quiebra››, RENJ (1940); ‹‹La nueva Ley sobre venta de acciones y la protección de los socios y de terceros››, Jus (1940); ‹‹La llamada reivindicación en la quiebra. Interpretación de los artículos 998 y 999 del Código de comercio mexicano››, Jus (1940); La empresa mercantil (Conceptos, elementos y formas (1942)-1942); ‹‹El problema del método en la ciencia jurídica-mercantil››, Jus, (1941); ‹‹Quiebra de las sociedades irregulares››, Jus (1941); ‹‹El sistema de las sociedades irregulares en el Derecho mercantil mexicano››, Jus (1941); Las sociedades irregulares en el Derecho mercantil mexicano (1942); ‹‹Asamblea de accionistas››, Jus, (1942); Ley de Quiebras y Suspensión de Pagos, de 31 de diciembre de 1942. Concordancias, anotaciones y bibliografía (1943 1.ª ed.; 1999 15.ª ed.); ‹‹Principio de la libre circulación de las acciones y sus restricciones››, Jus (1942); ‹‹Remoción y revocación del sindico provisional››, Jus (1943); ‹‹El derecho al dividendo››, La Justicia (1943); ‹‹El derecho de voto en el usufructo de acciones››, La Justicia (1943); ‹‹Apuntes para una reforma del Código de comercio mexicano››, Jus (1943); ‹‹Cheques sin provisión y cheques sin autorización››, Jus (1944); ‹‹Los dividendos en las sociedades por acciones››, Onda (1944); ‹‹Las Uniones de Crédito. Su naturaleza y funcionamiento››, Jus (1945); ‹‹Efectos de la inscripción de una sociedad cuyo contrato social adolece de falta de requisitos o de vicios que enervan su eficacia››, Onda (1945); Derecho Bancario (Introducción. Parte general. Operaciones pasivas) (1945 1.ª ed.; 2003 10.ª ed.); Tratado de quiebras, traducción de la obra de Brunetti (1945); ‹‹Validez e invalidez de las asambleas de accionistas y de sus acuerdos››, RENJ (1946); ‹‹El fideicomiso. Esquema sobre su naturaleza, estructura y funcionamiento››, Jus (1946); ‹‹El voto en caso de acciones dadas en prenda››, Jus (1946); ‹‹Adquisiciones de acciones al portador por traducción virtual››, Onda (1946); Documentación mercantil (1946); ‹‹Teoría de los títulos de crédito››, Jus (1946); ‹‹Balance y reservas en la sociedad anónima››, Onda (1946); Curso de Derecho Mercantil, tomos I y II. (1.ª ed. 1947; 26.ª ed. 2003); Tratado de sociedades mercantiles, México, tomos I y II (1.ª ed. 1947; 7.ª ed. 2001); ‹‹Compensación bancaria por zonas y nacional››, Jus (1947); ‹‹Contribución al estudio de las sociedades irregulares en el Derecho hondureño››, RENJ (1947); ‹‹La identificación del cobrador de un cheque nominativo››, BIDC (1948); ‹‹Acciones separatorias basadas en créditos de restitución››, Jus (1948); ‹‹La reivindicación en el Derecho mexicano de quiebras››, Jus (1949); ‹‹La separación de bienes en la quiebra, según los ordenamientos concursales hispanoamericanos››, BIDC (1949); ‹‹Apuntes sobre cuatro temas de Derecho Mercantil››, REC de Monterrey (1949); ‹‹Código de Comercio de Honduras (Extracto de tres Conferencias)››, BCCIT (1949); La separación de bienes en la quiebra (1951). 